# 平松政俊
平松 政俊（ひらまつ まさとし、1973年5月18日 - ）は、日本の放送作家（構成作家）、脚本家。愛知県半田市出身。ふかわりょう、ロッチ、バカリズムなどとの仕事が多い。

## 出演
- ROCKETMAN SHOW （J-WAVE）
- HELLO WORLD（J-WAVE）
- ロケットマンショー （FMヨコハマ）

## 主な参加作品
- サラリーマンNEO （NHK）
- LIFE!〜人生に捧げるコント〜 （NHK）
- バカリズムのオールナイトニッポンGOLD（ニッポン放送）
- 金銭感覚お試しバラエティ カカクの王様 （TBS）
- トーキョープラズマボーイズ （フジテレビ）
- 笑う犬 復活SP （フジテレビ）
- 初詣!爆笑ヒットパレード （フジテレビ）
- 爆笑レッドカーペット （フジテレビ）
- 爆笑レッドシアター （フジテレビ）
- Dのゲキジョー 〜運命のジャッジ〜 （フジテレビ）
- 元祖!でぶや （テレビ東京）
- もりすぎ★パンチ （東海テレビ）
- あげテンッ （東海テレビ）

- バカリズムライブ

## 関連人物
- 内村宏幸